# V424 Андромеды
V424 Андромеды (лат. V424 Andromedae) — одиночная переменная звезда в созвездии Андромеды на расстоянии (вычисленном из значения параллакса) приблизительно 281169 световых лет (около 86207 парсеков) от Солнца. Видимая звёздная величина звезды — от +16m до +15,4m.

## Характеристики
V424 Андромеды — жёлто-белая пульсирующая переменная звезда типа RR Лиры (RRAB) спектрального класса G-F. Эффективная температура — около 6053 K.